# Radical 46
El radical 46, representado por el carácter Han 山, es uno de los 214 radicales del diccionario de Kangxi. En mandarín estándar es llamado　山部　(shān bù, «radical “montaña”»), en japonés es llamado 山部, さんぶ　(sanbu), y en coreano 산 (san). 
El radical «montaña» aparece en muchas ocasiones en la parte izquierda de los caracteres a los que pertenece (por ejemplo en 崎). En otras ocasiones aparece en la parte superior de los mismos (por ejemplo en 嵐). Los caracteres clasificados bajo el radical 46 suelen tener significados relacionados con la geografía o la orografía. Por ejemplo: 岩, roca; 岫, cueva; 島, isla.

## Nombres populares
- Mandarín estándar: 山字旁, shān zì páng, «carácter “montaña” a un lado»; 山字頭, shān zì tōu, «carácter “montaña” en la parte superior»; 山字底, shān zì dǐ, «carácter “montaña” en la parte inferior».
- Coreano: 메산부, me san bu «radical san-montaña».
- Japonés: 山（やま）, yama, «montaña»; 山偏（やまへん）, yamahen, «montaña en el lado izquierdo del radical».[1]
- En occidente: radical «montaña».

## Galería
| Estilos antiguos                                 | Estilos antiguos                  | Estilos antiguos                        | Estilos antiguos                   | Estilos antiguos                   | Estilos empleados actualmente       | Estilos empleados actualmente  | Estilos empleados actualmente    | Estilos empleados actualmente   | Estilos empleados actualmente  |
|                                                  |                                   |                                         |                                    |                                    |                                     | 山                             | 山                               |                                 |                                |
| 甲骨文 jiǎgǔwén (escritura de huesos oraculares) | 金文 jīnwén (escritura de bronce) | 简帛 jiǎnbó (escritura de bambú y seda) | 篆文 zhuànwén (escritura de sello) | 篆文 zhuànwén (escritura de sello) | 隸書 lìshū (estilo de los escribas) | 楷書 kǎishū (estilo regular)   | 楷書 kǎishū (estilo regular)     | 行書 xǐngshū (estilo corriente) | 草書 cǎoshū (estilo de hierba) |
| 甲骨文 jiǎgǔwén (escritura de huesos oraculares) | 金文 jīnwén (escritura de bronce) | 简帛 jiǎnbó (escritura de bambú y seda) | 大篆 dàzhuàn (sello grande)        | 小篆 xiǎozhuàn (sello pequeño)     | 隸書 lìshū (estilo de los escribas) | 繁體／繁体 fántǐ (tradicional) | 简体／簡體 jiǎntǐ (simplificado) | 行書 xǐngshū (estilo corriente) | 草書 cǎoshū (estilo de hierba) |

## Caracteres con el radical 46
| trazos | carácter |
| ------ | --- |
| + 0    | 山 |
| + 1    | 乢 屲 |
| + 2    | 屳 屹 屺 屻 屼 屽 屾 屿 岀 岁 岂 岃                                                                                           |
| + 4    | 岄 岅 岆 岇 岈 岉 岊 岋 岌 岍 岎 岏 岐 岑 岒 岓 岔 岕 岖 岗 岘 岙 岚 岛 岜                                                    |
| + 5    | 岝 岞 岟 岠 岡 岢 岣 岤 岥 岦 岧 岨 岩 岪 岫 岬 岭 岮 岯 岰 岱 岲 岳 岴 岵 岶 岷 岸 岹 岺 岻 岼 岽 岾 岿 峀 峁 峂 峃 峄 峅    |
| + 6    | 峆 峇 峈 峉 峊 峋 峌 峍 峎 峏 峐 峑 峒 峓 峔 峕 峖 峗 峘 峙 峚 峛 峜 峝 峞 峟 峠 峡 峢 峣 峤 峥 峦 峧                         |
| + 7    | 峨 峩 峪 峫 峬 峭 峮 峯 峰 峱 峲 峳 峴 峵 島 峷 峸 峹 峺 峻 峼 峽 峾 峿 崀 崁 崂 崃 崄 崅                                     |
| + 8    | 崆 崇 崈 崉 崊 崋 崌 崍 崎 崏 崐 崑 崒 崓 崔 崕 崖 崗 崘 崙 崚 崛 崜 崝 崞 崟 崠 崡 崢 崣 崤 崥 崦 崧 崨 崩 崪 崫 崬 崭 崮 崯 |
| + 9    | 崱 崲 嵟 嵠 嵡 嵢 嵣 嵤 嵥 嵦 嵧 嵨 嵩 嵪 嵫 嵬 嵭 嵮 嵯 嵰 嵱 嵲 嵳 嵴 嵵 嵶 嵷 嵸 嶋                                        |
| + 11   | 嵹 嵺 嵻 嵼 嵽 嵾 嵿 嶀 嶁 嶂 嶃 嶄 嶅 嶆 嶇 嶈 嶉 嶊 嶌 嶍 嶎                                                                |
| + 12   | 嶏 嶐 嶑 嶒 嶓 嶔 嶕 嶖 嶗 嶘 嶙 嶚 嶛 嶜 嶝 嶞 嶟 嶠 嶡 嶢 嶣 嶤 嶥                                                          |
| + 13   | 嶦 嶧 嶨 嶩 嶪 嶫 嶬 嶭 嶮 嶯 嶰 嶱 嶲 嶳 嶴 嶵 嶶                                                                            |
| + 14   | 嶷 嶸 嶹 嶺 嶻 嶼 嶽 嶾 嶿 |
| + 16   | 巀 巁 巂 巃 巄 巅 |
| + 17   | 巆 巇 巈 巉 巊 巋 巌 |
| + 18   | 巍 巎 巏 巐 |
| + 19   | 巑 巒 巓 巔 巕 |
| + 20   | 巖 巗 巘 巙 巚 |